# Stoney Case
Stoney Jarrod Case (Odessa, 7 luglio 1972) è un ex giocatore di football americano statunitense che ha giocato nel ruolo di quarterback nella National Football League (NFL) e nella Arena Football League. Fu scelto nel corso del terzo giro (80º assoluto) del Draft NFL 1995 dagli Arizona Cardinals. Al college ha giocato a football all'Università del New Mexico.

## Carriera professionistica
Case fu scelto nel corso del terzo giro del Draft 1995 dagli Arizona Cardinals e vi rimase fino al 1998. Disputò due gare nella sua stagione da rookie ma non scese in campo né nel 1996 né nel 1998. Firmò come free agent sia con Indianapolis Colts e Baltimore Ravens nel 1999, disputando 10 gare con questi ultimi (4 come titolare) e passò ai Detroit Lions come unrestricted free agent nel 2000 per giocare come riserva di Charlie Batch. Coi Lions, Case disputò 5 partite passando complessivamente 503 yard, 1 touchdown e 4 intercetti. La sua miglior prestazione la mise in mostra nella gara del 30 novembre contro i Minnesota Vikings. Anche se i Lions persero 24–17, Case scese in campo al posto dell'infortunato Batch e passò 230 yard completando 23 passaggi su 33 con un touchdown e un intercetto. Dopo una delicata operazione alla spalla rimase fuori dal football professionistico fino a che nel 2004 firmò con i Tampa Bay Storm della Arena Football League con cui rimase fino al 2007, salvo una parentesi nel 2006 con i San Jose SaberCats.

## Statistiche
| Yard passate  | 1.826 |
| Touchdown     | 4     |
| Intercetti    | 15    |
| Passer rating | 53,3  |